# Kóččeril Ráman Nárájanan
Kóččeril Ráman Nárájanan (27. října 1920, Perumthanam, Britská Indie – 9. listopadu 2005, Nové Dillí) byl v letech 1997–2002 prezidentem Indie. Byl prvním politikem z nedotýkatelné kasty, který tuto pozici zastával.

## Život
Kóččeril Ráman Nárájanan se narodil ve vesnici Perumthanam, dnešním městečku Uzhavoor ve svazovém státě Kérala. Jeho rodina žila v doškové chýši, vyrůstal jako čtvrté ze sedmi dětí.
Díky stipendiu vystudoval politologii na London School of Economics. Do Indie se vrátil roku 1948 a brzy vstoupil do diplomatických služeb, ačkoli narážel na odpor představitelů z vyšších kast. Během své dlouhé diplomatické kariéry (1949–83) se stal velvyslancem v Japonsku, Spojeném království, Thajsku, Turecku, Číně a Spojených státech. Jeho přínos ke kvalitě zahraničních vztahů je oceňován zejména za dobu, kdy byl velvyslancem v Číně (1976–78). Zde dokázal zlepšit vzájemné vztahy po 15 let trvající roztržce.
Stal se také autorem nebo spoluautorem několika publikací na téma indické politiky a mezinárodních vztahů.
V roce 1992 byl zvolen viceprezidentem, o pět let později prezidentem země.

## Dílo
- India and America: Essays in Understanding (1984)
- Non-Alignment in Contemporary International Relations (1981)